# Saad Uddin
Mohammad Saad Uddin (beng. মোহাম্মদ সাদ উদ্দিন; ur. 1 września 1998 w Srihotto) – bengalski piłkarz grający na pozycji bocznego obrońcy lub skrzydłowego w klubie Bashundhara Kings oraz reprezentacji Bangladeszu.
W swojej karierze grał także w Dhaka Abahani i Sheikh Russel KC. Zdobył Bangladesh League w 2018 oraz 2023. W kadrze narodowej zadebiutował 4 września 2018 przeciwko Bhutanowi. Pierwszą bramkę zdobył 15 października 2019 w meczu eliminacji MŚ 2022 z Indiami.